# 블랙번 로버스 FC
블랙번 로버스 풋볼 클럽(영어: Blackburn Rovers Football Club, BRFC)은 잉글랜드 랭커셔주 블랙번을 연고로 하는 프로 축구 클럽이다.
1875년에 창단된 이 클럽은 세계 최초의 공식 대회인 영국 FA컵 대회 창설 17년 후인 1888년에 전 세계적으로 채택하고 있는 홈 앤드 어웨이의 리그전 방식으로 처음으로 경기를 치른 풋볼 리그의 12개 팀에 속했던 역사와 전통을 자랑하는 명문 클럽이다.
홈구장은 31,367명 수용규모의 이우드 파크로 1890년부터 쓰여지고 있다. 연습구장은 브로크홀이고, 클럽 애칭은 로버스(Rovers)이다.
홈유니폼으로 블루 앤 화이트의 셔츠를 전통적으로 사용하고 있으며, 문양에 빨간 장미가 있는 것이 특징이다.
대표적인 라이벌은 번리이다. 번리와의 경기는 이스트 랭커셔 더비(East Lancashire derby)라 불리며 치열한 분위기를 자랑한다. 그 외에도 볼턴 원더러스, 프레스턴 노스 엔드 등과 경쟁 관계를 유지하고 있다.
프리미어리그 출범 이후 우승을 차지한 6개 클럽 중 하나이며, 가장 최근 우승은 2002년 풋볼 리그 컵에서 우승을 차지한 것이다. 2011-12 시즌까지 프리미어리그에 소속되어 있었으나 19위를 기록하여 풋볼 리그 챔피언십으로 강등되었다. 16-17시즌에 챔피언십 최종전에서 브랜트퍼드를 승리하였으나, 버밍엄 시티가 브리스톨 시티를 승리하고, 노팅엄 포레스트가 입스위치 타운을 승리하면서 노팅엄 포레스트한테 골득실에서 밀려 EFL 리그 1으로 강등되었다.

## 역사
1875년 11월 5일에 킹윌리엄가에 있는 세인트 레거 호텔에서 시루스버리 (Shrewsbury) 학교 출신 존 루이스와 아서 콘스탄틴이 창단하였다. 1875년 12월 11일, 처치 클럽과의 첫경기를 가졌다고 당시 블랙번 타임즈지 12월 18일자 신문에 기록되어 있다.
1884년∼1891년에 걸쳐 FA컵에서 5회 우승을 차지하며 전성기를 누렸다. 그러나 1897년 슬럼프에 빠져 리그에서 하위권에 머물고 만다. 이후 국가대표 골키퍼인 지미 아시크로프트를 아스널에서 영입하고 하트 오브 미들로디언에서 조지 채프먼을 영입했으나, 좋은 성적을 거두지 못하였다.
1911-12 시즌과 1913-14시즌 디비전 1에서 우승을 차지한데 이어 1928년 FA컵에서 우승을 거머쥐었다. 그러나 1935-36 시즌 2부 리그로 강등당하고 만다. 다시 1부리그로 올라온 블랙번은 1960년 FA컵 결승전에 올랐지만 울버햄프턴 원더러스에게 패배하여 준우승에 머문다. 이후 블랙번은 연속된 강등으로 1960년대 중반∼1970년대 중반까지 3부 리그에서 보내게 된다. 유명한 감독과 선수들을 영입했으나 3부 리그에서 탈출하는데 성공하지는 못하였다.
1979-80 시즌 디비전 3에서 준우승을 차지하여 승격에 성공한다. 그러나 1980년대 거의 대부분을 2부 리그에서 보냈으며 1991-92 시즌에야 승격에 성공하여 프리미어리그에 참여하게 된다. 이때 케니 달글리시 감독의 지도 아래 앨런 시어러, 크리스 서턴 등의 당대 최고 공격수들이 활약하며 1993-94 시즌 준우승, 1994-95 시즌 우승을 차지하며 최전성기를 보내게 된다. 그러나 이후 케니 달글리시 감독과 주요 선수들의 이적으로 전력이 약화되었고 1998-99 시즌 2부 리그로 강등되고 만다.
2000-01 시즌 2부 리그에서 26승 13무 7패로 2위를 기록하여 프리미어리그 복귀에 성공한다. 복귀 첫 시즌을 안정적으로 마친 블랙번은 2001-02 시즌 토트넘 홋스퍼를 꺾고 칼링컵 트로피를 들어올렸고, 리그에서도 6위를 차지하며 UEFA컵 출전권을 획득한다. 2004년 감독이던 그레이엄 수네스가 뉴캐슬 유나이티드로 떠나자 마크 휴스가 새 감독으로 임명된다. 휴스는 2시즌 연속으로 팀을 FA컵 4강에 올렸고 리그에서도 중상위권의 성적을 냈다.
2008년 마크 휴스가 맨체스터 시티로 떠나고 폴 인스가 새 감독으로 부임한다. 그러나 성적 부진으로 인해 얼마안가 경질되었고 샘 앨러다이스가 지휘봉을 잡게 된다. 그러나 2010년 블랙번이 인도 자본인 V H 그룹에 의해 인수되자 얼마 되지 않아 샘 앨러다이스가 물러나고 스티브 킨이 그 자리를 대신하게 된다. 스티브 킨이 지휘봉을 잡은 이후 블랙번은 계속된 부진에 빠지게 되고 결국 2011-12 시즌을 19위로 마감하여 11년 만에 2부 리그로 강등되고 만다.

## 역대 우승 기록
리그
- 풋볼 리그 1부 / 프리미어리그

우승 (3): 1911–12, 1913–14, 1994–95
- 풋볼 리그 2부

우승 (1): 1938–39
컵
- FA컵

우승 (6): 1883-84, 1884-85, 1885-86, 1889-90, 1890-91, 1927-28
- 풋볼 리그 컵

우승 (1): 2001-02
- FA 커뮤니티 실드

우승 (1): 1912
- 풀 멤버스 컵

우승 (1): 1986-87
- 랭커셔 시니어 컵

우승 (17): 1881-82, 1882-83, 1883-84, 1884-85, 1895-96, 1900-01, 1901-02, 1903-04, 1906-07, 1908-09, 1910-11, 1944-45, 1982-83, 1984-85, 1986-87, 1988-89, 2006-07, 2010-11
- FA 유스 컵

우승 (1): 1958-59

## 선수
2025년 7월 11일 기준

### 현재 선수 명단
참고: FIFA 자격 규정에 따라 소속된 국가대표팀 국기를 표시합니다. 선수는 복수의 FIFA 비회원국 국적을 가지고 있을 수 있습니다.
| 번호 | 포지션 | 국적     | 이름                   |
| ---- | ------ | -------- | ---------------------- |
| 1    | GK     | 잉글랜드 | 앤슬리 피어스          |
| 27   | MF     | 잉글랜드 | 루이스 트래비스 (주장) |
| 28   | MF     | 잉글랜드 | 애덤 포쇼              |
| 30   | MF     | 잉글랜드 | 제이크 개릿            |

| 번호 | 포지션 | 국적 | 이름 |
| ---- | ------ | ---- | ---- |

### 임대 선수 명단
참고: FIFA 자격 규정에 따라 소속된 국가대표팀 국기를 표시합니다. 선수는 복수의 FIFA 비회원국 국적을 가지고 있을 수 있습니다.
| 번호 | 포지션 | 국적     | 이름                           |
| ---- | ------ | -------- | ------------------------------ |
| —    | DF     | 잉글랜드 | 라이언 에드워드 (→ 체스터필드) |
| —    | FW     | 잉글랜드 | 안톤 포레스터 (→ 번리)         |

### 올해의 선수
| 시즌    | 이름                | 국적       | 포지션 |
| ------- | ------------------- | ---------- | ------ |
| 2005-06 | 크레이그 벨라미     | 웨일스     | FW     |
| 2006-07 | 데이비드 벤틀리     | 잉글랜드   | MF     |
| 2007-08 | 로케 산타 크루스    | 파라과이   | FW     |
| 2008-09 | 스티븐 워녹         | 잉글랜드   | DF     |
| 2009-10 | 스티븐 은존지       | 프랑스     | MF     |
| 2010-11 | 폴 로빈슨           | 잉글랜드   | GK     |
| 2011-12 | 야쿠부 아이예그베니 | 나이지리아 | FW     |
| 2012-13 | 조던 로즈           | 스코틀랜드 | FW     |
| 2013-14 | 톰 케어니           | 스코틀랜드 | MF     |
| 2014-15 | 마르쿠스 올손       | 스웨덴     | MF     |
| 2015-16 | 그랜트 핸리         | 스코틀랜드 | DF     |

## 역대 감독
| 감독          | 임기      |
| ------------- | --------- |
| 하워드 켄덜   | 1979~1981 |
| 케니 댈글리시 | 1991~1995 |
| 로이 호지슨   | 1997~1998 |
| 브라이언 키드 | 1998~1999 |
| 그레임 수네스 | 2000~2004 |
| 마크 휴즈     | 2004~2008 |
| 폴 인스       | 2008      |
| 샘 알라다이스 | 2008~2010 |
| 헤닝 베르그   | 2012      |
| 폴 램버트     | 2015~2016 |
| 오언 코일     | 2016~2017 |
| 토니 모브레이 | 2017~2022 |
| 욘 달 토마손  | 2022~2024 |
| 존 유스터스   | 2024~     |